# جايسون كونراد
جايسون كونراد (23 أبريل 1989 في الولايات المتحدة - ) (بالإنجليزية: Jason Conrad)‏ هو لاعب كرة سلة أمريكي في مركز الوسط. لعب مع ZZ Leiden ‏.

## وصلات خارجية
- جايسون كونراد على موقع بروبوليرز (الإنجليزية)